# Patricia Djaté-Taillard
Patricia Djaté-Taillard (geb. Djaté; * 3. Januar 1971 in Paris) ist eine ehemalige französische Mittelstreckenläuferin.

## Leben
Bei den Leichtathletik-Europameisterschaften 1994 in Helsinki wurde sie Siebte und bei den Leichtathletik-Weltmeisterschaften 1995 in Göteborg Vierte über 800 m. Über dieselbe Distanz gewann sie 1996 Gold bei den Halleneuropameisterschaften in Stockholm und wurde Sechste bei den Olympischen Spielen in Atlanta.
1997 gewann sie über 1500 m Bronze bei den Hallenweltmeisterschaften in Paris und erreichte über dieselbe Distanz bei den Weltmeisterschaften in Athen das Halbfinale. Bei den Europameisterschaften 1998 in Budapest schied sie sowohl über 800 m wie auch über 1500 m im Vorlauf aus. 2000 wurde sie über 1500 m Fünfte bei den Halleneuropameisterschaften in Gent.
1994 und 1999 wurde sie französische Meisterin über 800 m. In der Halle holte sie fünfmal den nationalen Titel über 800 m (1994–1997, 1999) und einmal über 1500 m (2000).

## Persönliche Bestzeiten
- 800 m: 1:56,53 min, 9. September 1995, Monaco
  - Halle: 2:01,04 min, 19. Februar 1999, Gent
- 1000 m: 2:31,93 min, 25. August 1995, Brüssel
- 1500 m: 4:02,26 min, 23. August 1996, Brüssel
  - Halle: 4:06,16 min, 8. März 1997, Paris
- 1 Meile: 4:27,58 min, 16. Juli 1997, Nizza